# Adelphe de Remiremont
Pour les articles homonymes, voir Adelphe.
Saint Adelphe de Remiremont († 670) est un moine et l'abbé du monastère d'Habendum fondé à Remiremont par saint Romaric. Il est fêté le 11 septembre.
Il est formé à Luxeuil où il se retire à la fin de sa vie et meurt.
Une tapisserie du XVIe siècle conservée à Saverne (Bas-Rhin) illustre sa vie. L'église de Neuwiller-lès-Saverne porte son nom.
Il est canonisé avec saint Romaric et saint Aimé de Sion le 13 novembre 1049 par le pape lorrain Léon IX.